# Brněnský basketbalový klub
Brněnský basketbalový klub (také BBK Brno nebo podle tehdejšího hlavního sponzora BBK Ives Brno) byl český basketbalový klub, který sídlil v moravské metropoli Brně. Své zápasy odehrával i v obci Podolí u Brna, kde zápasila především mládežnická družstva. Založen byl v roce 2006 po fúzi Housery Brno, díky čemuž působil v sezóně 2006/07 v Národní basketbalové lize. Na konci soutěže však z NBL sestoupil. Zanikl v roce 2008.
Své domácí zápasy odehrával ve sportovní hale Sokola Brno I. s kapacitou 1 100 diváků. Mládež v hale Podolí u Brna s kapacitou 300 diváků.

## Soupiska pro sezónu 2006/2007
- Leoš Dupal
- Roderik Prater
- Zoran Helbich
- David Jelínek
- Peter Práznovský
- Igor Majoroš
- Jan Wiedner
- Zvonimir Ridl
- Aleš Petřík
- Jan Rotrekl
- Pavel Slezák
- David Špička
- Jakub Gazda
- Norac Domagoj
- Filip Lehman

## Umístění v jednotlivých sezonách
Stručný přehled
Zdroj:
- 2006–2007: Národní basketbalová liga (1. ligová úroveň v České republice)
- 2007–2008: 1. liga (2. ligová úroveň v České republice)

Jednotlivé ročníky
Zdroj:
Legenda: ZČ - základní část, červené podbarvení - sestup, zelené podbarvení - postup, fialové podbarvení - reorganizace, změna skupiny či soutěže
| Česko (2006 – 2008) |                           |           |           |                                       |          |
| Sezóny              | Soutěž                    | Úroveň    | ZČ        | Play-off, nadstavba, sk. o udržení... | Poznámky |
| 2006/07             | Národní basketbalová liga | 1. úroveň | 12. místo |                                       | Sestup   |
| 2007/08             | 1. liga                   | 2. úroveň | 14. místo |                                       | Sestup   |